# Friedrich Gustav Ruhle
Friedrich Gustav Ruhle (* 1834; † 1878) war ein deutscher Jurist und Abgeordneter der Hamburgischen Bürgerschaft von 1866 bis 1878.

## Leben
Ruhle promovierte 1859 in Jena. Am 29. Juli 1859 wurde er in Hamburg als Advokat zugelassen. Seit 1871 war er zudem Vorsitzender des politisch einflussreichen Grundeigenthümervereins.

## Quelle
- Gerrit Schmidt: Die Geschichte der Hamburgischen Anwaltschaft von 1815 bis 1879, Hamburg 1989, ISBN 3-923725-17-5, S. 358.

| Personendaten    | Personendaten                         |
| ---------------- | ------------------------------------- |
| NAME             | Ruhle, Friedrich Gustav               |
| KURZBESCHREIBUNG | deutscher Jurist und Politiker (MdHB) |
| GEBURTSDATUM     | 1834                                  |
| STERBEDATUM      | 1878                                  |